# 7175 Janegoodall
7175 Janegoodall eller 1988 TN2 är en asteroid i huvudbältet som upptäcktes den 11 oktober 1988 av den tjeckiske astronomen Zdeňka Vávrová vid Kleť-observatoriet. Den är uppkallad efter den brittiska primatologen Jane Goodall.
Asteroiden har en diameter på ungefär 6 kilometer.